# 李华军
李华军（1962年2月25日—），山东广饶人，中国海洋工程安全专家，现任中国海洋大学副校长。

## 生平
1982年毕业于山东工学院（后并入山东大学）。1986年获大连理工大学硕士学位。2001年获日本京都大学工学博士学位。2017年当选为中国工程院院士。